# Абраменкова, Надежда Семёновна
Наде́жда Семёновна Абра́менкова (1926—2006) — советская доярка, передовик сельского хозяйства, депутат Верховного Совета СССР VI созыва.

## Биография
Родилась в крестьянской семье в деревне Ямное Мокровской волости Бежицкого уезда Брянской губернии РСФСР (сейчас в Куйбышевском районе Калужской области России). В пять лет лишилась отца. С 12 лет в колхозе «Красная заря» начала свою трудовую деятельность дояркой. В марте 1950 года с мужем переехала в Невельский район Сахалинской области. Два года работала в полеводческой бригаде колхоза «Четвёртая пятилетка», затем перешла в животноводство дояркой. В 1959 года вступила в КПСС. С 1960 года работала в совхозе «Невельский», созданном на базе колхозов района. За десять лет стала мастером высоких надоев молока. Так, приняв в том же году группу коров с низкими удоями, не превышающими 1400 кг в год, добилась успеха, получив 54 тонны молока, или по 4036 килограммов на каждую корову. 25 сентября 1961 года на IX Сахалинской областной партийной конференции избрана делегатом XXII съезда КПСС с правом решающего голоса. В конце того же года вместе с мужем, внедрив механическую дойку, по примеру Д. И. Заботина и З. И. Заботиной из совхоза «Шуйский» Ивановской области взялись обслуживать всё молочное стадо Центрального отделения совхоза, насчитывающее 107 коров. Стала мастером механического доения. По итогам 1963 года совместно с мужем А. Абраменковым сдала 2584 центнеров молока, надоенных ими со стада в 100 коров. По итогам 1964 года получено от каждой коровы по 2974 кг молока, или на 374 кг больше годового плана.
В феврале 1962 года зарегистрирована кандидатом в депутаты Совета Союза Верховного Совета СССР по Южно-Сахалинскому избирательному округу № 318. Избрана депутатом Верховного Совета СССР VI созыва в ходе выборов 16 марта 1962 года.
Являлась членом Сахалинского обкома КПСС.

## Награды
- Орден Ленина (22.03.1966) «за достигнутые успехи в развитии животноводства, увеличение производства молока»[7]
- Медаль «За доблестный труд в Великой Отечественной войне 1941—1945 гг.»[8]